# Fontanot
La famiglia Fontanot è stata una nota famiglia di antifascisti, comunisti e partigiani di origine muggesana, poi anche triestina e monfalconese (con un ramo italo-francese), che pagò molto duramente la propria scelta politica e militare.
Fra i componenti della famiglia si annoverano: Vinicio, Giovanni, Giacomo, Giuseppe, Giacomo (nipote di Giacomo e figlio di Giuseppe), Armido, Licio, i due fratelli ed il cugino di Nerina, Elsa, Ribella, Spartaco Romano, cugino di Vinicio, Lisa, moglie di Armido, e Giovanna moglie di Vinicio, anch'esse attive militanti comuniste.

## Premessa
La storia della Resistenza tradizionale dà, come riferimento iniziale, i giorni immediatamente successivi all'Armistizio di Cassibile stipulato fra il Regno d'Italia e gli Alleati l'8 settembre 1943. Tale datazione può considerarsi valida in linea di massima, ma non per il Friuli-Venezia Giulia, dove la Resistenza armata ebbe inizio nel 1942 con una serie di azioni di guerriglia (fra cui quelle di Stojan Furlan). La spinta antifascista nelle zone operaie non si era esaurita negli anni venti del Novecento ed era rimasta come "un fuoco sotto la cenere". Il consenso ottenuto dal fascismo negli anni trenta con l'illusione dell'impero ed il relativo appoggio, o indifferenza, popolare, aveva viepiù permesso l'incarcerazione ed il confino di gran parte degli antifascisti senza "colpo ferire", ma coloro che non erano stati presi pur essendo in numero ridotto, erano molto attivi.
Alcune zone operaie italiane erano ancora roccaforti silenti di frange comuniste, socialiste ed anarchiche che mantenevano embrioni di organizzazioni clandestine. Fra queste ultime va citato il caso, in Liguria, di Sestri Ponente in cui cellule organizzative si erano già strutturate nel 1942 e quello di Monfalcone, in Friuli-Venezia Giulia, dove era iniziata a strutturarsi la resistenza politica al fascismo grazie ai cantieri navali e a una conseguente forte concentrazione di classe operaia. Grazie a questa industria, Monfalcone, da piccolo villaggio, era diventato un grosso borgo operaio con più di diciannovemila abitanti attorno alla metà degli anni trenta presentando forti analogie con Sestri Ponente, anch'essa contraddistinta dalla presenza di cantieri e fabbriche dell'indotto.
Anche Ronchi dei Legionari contava in quel periodo circa ottomila abitanti e una crescita simile avevano avuto i paesini limitrofi. Vi era stata quindi una forte proletarizzazione di strati contadini che portava ad avere un rapporto con lo sviluppo politico nazionale ben differente dal periodo precedente. Il cantiere e/o la fabbrica divenne luogo di presa di coscienza sindacale e di classe. Nel monfalconese e zone limitrofe, pertanto, già durante gli anni del cosiddetto "consenso" nei confronti del regime fascista, operai in massima parte comunisti e socialisti distribuivano manifestini contro la guerra d'Etiopia (1935) e due anni più tardi, nel 1937, fecero innalzare nel cielo un pallone aerostatico che portava ben visibile la scritta "Viva l'URSS. Morte ai criminali fascisti".
In quel periodo gli operai delle suddette zone costituirono un'organizzazione denominata Soccorso Rosso, che raccoglieva fondi per dar aiuto alle famiglie degli antifascisti arrestati, impiantando persino una tipografia clandestina per la stampa del giornale Avanti!, mentre le riunioni si tenevano direttamente nelle case delle famiglie operaie. È in questa situazione che intere famiglie passarono alla lotta antifascista, prima politica, e, non appena possibile, armata. Fra queste ultime ricordiamo la famiglia Marvin, la famiglia Visintin e la famiglia Fontanot.

## La famiglia
Ondina Peteani, amica di Nerina Fontanot, del ramo francese dei Fontanot, con due fratelli morti combattendo con i maquis, ebbe una vita intimamente legata a quella della famiglia Fontanot. Ondina fu una celebre staffetta partigiana della Brigata Proletaria, fra i cui comandanti c'era anche Vinicio Fontanot.
In seguito fu dato il nome di Brigata Garibaldi Fontanot ad una brigata partigiana italiana, formata essenzialmente da comunisti che successivamente confluì nel VII Korpus sloveno che operava militarmente nella provincia di Lubiana.

### Giovanni Fontanot
Nato a Muggia (Trieste), il 10 gennaio 1873, morto nel campo di concentramento di Dachau il 6 marzo 1944.
Fu cugino di Giacomo e Giuseppe Fontanot, i due fratelli antifascisti che ripararono in Francia negli anni venti, mentre Giovanni, rimasto in Italia subì il carcere. Dopo l'8 settembre 1943 Giovanni, ormai settantenne, prese parte alla Resistenza armata friulana. Venne catturato pochi mesi dopo dai tedeschi a Pozzuolo del Friuli e deportato a Dachau. Data anche l'età, non poté resistere per lungo tempo al regime criminale di trattamento del campo. Due figli, Licio e Armido, nel frattempo caddero combattendo nella Resistenza. Fra i suoi figli si salvò solo Vinicio Fontanot, che sarà il comandante del 3º Battaglione della Brigata Proletaria con il nome di battaglia di "Petronio".

### Giacomo Fontanot
Figlio di Giuseppe Fontanot e nipote di Giacomo Fontanot, nacque in Francia nel 1927 e venne fucilato a Saint-Sauant nel 1944.
Giuseppe aveva dovuto abbandonare nel 1923 Ronchi dei Legionari, dove abitava col fratello Giacomo, antifascista ed esule in Francia con la moglie ed il figlio di nome Nerone. Giacomo e Giuseppe divennero militanti del Partito Comunista Francese ed all'inizio della seconda guerra mondiale vennero internati a Gurs, da cui riuscirono a fuggire nel 1942. Furono catturati nuovamente in quello stesso anno per aver partecipato ad una manifestazione commemorativa del 150º anniversario della vittoria dei rivoluzionari a Valmy. Anche il giovane Giacomo venne recluso nel campo di Tourelles, assieme al padre Giuseppe ed allo zio Giacomo, venendo successivamente trasferito al campo di Rouillé. Qui venne liberato dai maquis, ai quali si unì. Partecipò ad una cruenta azione contro i nazifascisti nella foresta di Saint-Sauant; dopo tre ore di aspri combattimenti venne catturato e fucilato sul posto.

### Licio Fontanot
Nacque a Fiume nel 1912 e morì a Palmanova nell'agosto 1944. Figlio di Giovanni Fontanot, entrò, dopo l'8 settembre 1943, nella Resistenza, assieme al fratello maggiore Armido, assumendo il grado di comandante della Brigata GAP della Divisione Garibaldi Friuli. Conosciuto con il nome di battaglia di "Bruno", nel luglio del 1944 venne riconosciuto da un manipolo di fascisti e, quando già era riuscito a sfuggire alla cattura in sella a una bicicletta, si trovò innanzi a un gruppo di SS che gli sbarrarono la strada per il ponte di Pieris, nei pressi di Gorizia. Ingaggiato uno scontro a fuoco con i militi tedeschi, si tuffò ferito nell'Isonzo, mettendosi in salvo e riprendendo il proprio posto nella lotta partigiana. Catturato nell'agosto del 1944 nel corso di un rastrellamento, temendo di non resistere alle torture cui sarebbe stato sottoposto dai nazifascisti per estorcergli informazioni, preferì impiccarsi nella caserma "Piave" di Palmanova dove era detenuto. Circa quattro mesi prima, il fratello maggiore Armido era morto vilmente assassinato dai fascisti.

### Armido Fontanot[6]
Nato a Trieste il 28 febbraio 1900 e morto a Cepletischis (Udine) il 27 o 28 giugno 1944, operaio. Fratello maggiore di Licio, subito dopo l'8 settembre 1943 entrò nella Resistenza friulana. Fu uno dei primi combattenti antifascisti insieme a Stojan Furlan, Carlo Màslo e Giovanni Pezza. Divenuto commissario di battaglione della Brigata Garibaldi Trieste con il nome di battaglia di "Spartaco", partecipò a numerose azioni, dando prova di grande coraggio. Fra queste ricordiamo l'attacco del 24 maggio 1944, che "Spartaco" ed i partigiani da lui guidati effettuarono contro il presidio degli alpini repubblichini alloggiati nella scuola di Dornberk (Montespino) nei pressi di Nova Gorica, attaccando allo stesso tempo anche i presidi del Molino alle pendici del monte Tabor e quello posizionato in prossimità del ponte di Sassetto. Furono uccisi diversi fascisti soldati della Repubblica Sociale, mentre altri riuscirono a fuggire ed 87 chiesero la resa. La maggior parte dei repubblichini catturati espressero la volontà di arruolarsi fra le file della Resistenza. "Spartaco" dovette indagare sulla buona fede di questi ultimi e provvedere alla loro preparazione militare. Il 26 giugno, con l'approvazione del comando della brigata, li radunò per condurli nel Collio, dove le bande partigiane che operavano in zona avevano urgente bisogno di uomini da arruolare. Il sottotenente Giobatta Brandoni di Buia (Udine), con Michele Gervasoni di Udine e Pietro Castellini di Tarcento, pugnalarono nel sonno "Spartaco", che si era fidato di loro, prima di arrivare al Collio per poi raggiungere un distaccamento tedesco. La maggioranza degli altri repubblichini fuggì per paura che i traditori li vendessero ai tedeschi, ma otto di essi si allontanarono autonomamente, raggiungendo la banda partigiana di destinazione. Dopo la Liberazione la Corte d'Assise straordinaria di Udine emise condanne di 13 anni per il sottotenente Brandoni, di 7 anni per il Gervasoni e di 9 anni per il Castellini, che venne processato in contumacia; nessuno scontò la pena grazie all'amnistia Togliatti.

### Vinicio Fontanot
Nato nel 1913, assieme a Camillo Donda, Ferdinando Marega e Giordano Tomasig, Vinicio fu uno dei comandanti della Brigata Proletaria. All'età di 23 anni assunse di fatto il comando del 3º Battaglione di tale brigata, con il nome di battaglia di "Petronio". Distintosi per il proprio coraggio contro forze di gran lunga superiori nel corso di tale battaglia, partecipò successivamente con i suoi uomini a molti scontri con le SS della Divisione Hermann Göring e di altre unità inquadrate nella Wehrmacht. Quattordici anni dopo la Liberazione venne ingiustamente denunciato per aver ucciso un fascista repubblichino a scopo di rapina. Arrestato col cugino Spartaco Romano, vennero comunque assolti con formula piena dall'ANPI. Vinicio fu l'unico figlio di Giovanni sopravvissuto alla lotta contro i nazifascisti.

## Alcuni membri della famiglia Fontanot dopo la Liberazione ed il problema dei "Monfalconesi"
Dopo la seconda guerra mondiale inizia la lotta portata avanti da Tito e Milovan Đilas per rendere indipendente la Jugoslavia dal dominio di Stalin; la lotta è durissima e ci vanno di mezzo anche diversi operai comunisti di Monfalcone che, dopo aver combattuto nella Brigata Proletaria e con le brigate partigiane in Slovenia, avevano deciso di emigrare in Jugoslavia, considerata da loro una nazione organizzata in modo socialista. Secondo Arrigo Petacco, tali operai costituivano, provenienti sia da Monfalcone che da Pola, una «quinta colonna» fedele al Cominform a cui sarebbe stato assegnato il lavoro politico di riportare la Jugoslavia all'interno dell'orbita stabilita da Stalin; raggiunsero la Jugoslavia tramite lo strumento organizzativo per l'"espatrio" messo in campo da Vittorio Vidali, ma su indicazioni di Palmiro Togliatti. Questo rappresentava un attacco diretto alla politica di Tito e di Milovan Đilas, per cui si incominciarono a mandare i "monfalconesi" in campi di prigionia. Ferdinando Marega riuscì a sfuggire alla cattura e a informare i dirigenti del PCI della situazione, ma rimase inascoltato per motivi di ordine propagandistico nonché geopolitico. Dalla testimonianza di Armido Campo, riportata sotto, nipote di Vinicio Fontanot, però non si evince una strategia preordinata, come da ipotesi di Arrigo Petacco, bensì più che altro una conseguenza dello scontro Stalin-Tito.
Alcuni membri della famiglia Fontanot, come comunisti italiani, essendo il PCI in questa lotta schierato con Stalin, vennero visti con sospetto ed anche imprigionati.
Ne dà testimonianza un nipote di Vinicio Fontanot:
La tesi di Arrigo Petacco è sostanzialmente ribaltata da Anna Di Gianantonio presentando dei fatti secondo cui furono alcuni gruppi di "Monfalconesi", ormai ben integrati nel mondo del lavoro Jugoslavo che, rimasti fedeli al Cominform, presero contatti con Vittorio Vidali ed il Pci per costruire una lotta politica pro Stalin in opposizione a Tito, essendo appoggiati dal PCI che, in quel periodo, era su posizioni coincidenti con quelle di Stalin, soprattutto per quanto riguardava l'evoluzione del socialismo in Jugoslavia. La testimonianza di Mario Tonzar sembra infatti avvalorare maggiormente questa tesi.. In ogni caso, le ipotesi sia di Petacco che della Gianantonio si possono ritenere convergenti sul piano dei risultati, indipendentemente se sia stato il PCI a formare la "quinta colonna" di comunisti fedeli al Cominform o se siano stati i comunisti fedeli al Cominform a chiedere aiuto al PCI per fare opposizione a Tito in difesa dello stalinismo, ed è comprensibile che in un periodo storico così lacerante per i comunisti italiani in Jugoslavia, non ha troppa importanza se vi era una tattica organizzata dietro al PCI o la tattica scaturì dalle loro posizioni riportate ai dirigenti del PCI da parte di gruppi dei suddetti comunisti espatriati in Jugoslavia, probabilmente ogni fattore servì da rinforzo ed amplificazione dell'altro.

### La testimonianza nel libro di memorie di Mario Tonzar, operaio monfalconese
La situazione in quel periodo è ben illustrata dalla testimonianza di Mario Tonzar nel libro di Alessandro Morena "La valigia e l'idea. Memorie di Mario Tonzar" Secondo l'autore si era creato un forte legame fra partigiani jugoslavi ed italiani che risiedevano in quelle zone, ciò che li accomunava era un passato di lotta contro i nazifascisti, lo stesso evento fu visto come tradimento dagli jugoslavi, facendo riferimento ai partigiani e operai andati in Jugoslavia, ma rimasti fedeli allo stalinismo. La sua lunga intervista permette di capire quali fossero i sentimenti di una parte della gente di confine in quelle zone ed in quel periodo, vi furono manifestazioni affinché tali territori fossero annessi alla Jugoslavia, con episodi che arrivarono all'aggressione dei corridori durante il giro d'Italia del 1946 presso il ponte di Pieris. All'epoca Trieste era ancora contesa tra le due nazioni e gli italiani che erano stati partigiani con i compagni jugoslavi, erano favorevoli ad una annessione alla Jugoslavia. In seguito però vi fu la rottura fra Stalin e Tito, con le conseguenze per gli emigrati in Jugoslavia di cui si è trattato sopra; il fatto più sconcertante è che, non molti anni dopo, Stalin ebbe le critiche dei comunisti italiani e questo normalizzò in parte i rapporti fra i due partiti ma, nel frattempo, gli operai fedeli al Cominform ed espatriati in Jugoslavia, avevano già subito dure pene.